# Rugby Europe Women's Sevens 2021
El Rugby Europe Women's Sevens de 2021 fue la decimoctava temporada del circuito de selecciones nacionales femeninas europeas de rugby 7.
El torneo se disputó en dos torneos, el primero de ellos en Portugal y el segundo en Rusia.

## Calendario
| Torneo                        | Ciudad | Fecha                  | Campeón |
| ----------------------------- | ------ | ---------------------- | ------- |
| Seven Femenino de Lisboa 2021 | Lisboa | 5-6 de junio de 2021   | Rusia   |
| Seven Femenino de Moscú 2021  | Moscú  | 25-26 de junio de 2021 | Rusia   |

## Tabla de posiciones
| Pos | País     | POR | RUS | Puntos |
| --- | -------- | --- | --- | ------ |
| 1   | Rusia    | 20  | 20  | 40     |
| 2   | Polonia  | 14  | 18  | 32     |
| 3   | España   | 18  | 14  | 32     |
| 4   | Escocia  | 12  | 16  | 28     |
| 5   | Bélgica  | 16  | 10  | 26     |
| 6   | Portugal | 10  | 12  | 22     |
| 7   | Alemania | 8   | 6   | 14     |
| 8   | Gales    | 6   | 8   | 14     |
| 9   | Rumania  | 4   | 4   | 8      |

| Bandera de Rusia |
| Campeón Rusia    |
| 7º título        |